# D-10 (canon)
Pour les articles homonymes, voir Canon de 100 mm et D10.
Le D-10 (en cyrillique: Д-10) désigne communément une série de canons antichars de 100 mm développés par les Soviétiques à la fin de la Seconde Guerre mondiale pour armer leurs chasseurs de chars ainsi que leurs chars moyens.

## Historique
Le canon D-5S de calibre 85 mm du chasseur de char SU-85 s'était vite montré inadapté face aux chars lourds allemands. Remplacer ce dernier par un canon de plus gros calibre s'est avéré inenvisageable car son châssis n'était structurellement pas assez solide pour encaisser le recul d'un canon de calibre 122 mm ou de 152 mm. Renforcer le châssis du SU-85 aurait été une solution coûteuse en termes de main-d'œuvre et aurait augmenté la masse du véhicule de 3 tonnes. Le 11 novembre 1943, il fut tout simplement décidé de concevoir un successeur au SU-85, le SU-100. Le choix de l'armement s'est porté sur un canon d'un calibre de 100 mm, le concepteur en chef L.I. Gorlitskiy et son équipe d'experts incluant N.V. Kurin (ingénieur en chef) et V.L. Likhomanov (ingénieur électricien) considérèrent alors une version convertie du canon naval de calibre 100 mm B-34 mais des essais à Gorokhovets au début du mois de janvier 1944 ont démontré que convertir un encombrant canon naval en canon antichar n'était pas une chose aisée. Ils se tournèrent alors vers le canon de campagne BS-3 de 100 mm dont les dimensions étaient proches du canon D-5S de 85 mm. Le canon BS-3, également basé sur le canon naval B-34, avait été adapté en canon de campagne par l'ingénieur V. G. Grabin.

## Variantes
- D-10 : canon dérivé du canon de campagne BS-3 adapté pour être monté dans le compartiment de combat d'un véhicule blindé.
- D-10S : D-10 adapté pour être monté sur le chasseur de char SU-100 (en russe : samokhodnaya, automoteur).
- D-10T : D-10 adapté pour être monté sur un char d'assaut (en russe : tankovaya , char).
- D-10TG : D-10T équipé d'un évacuateur de fumée ainsi que d'un système de stabilisation en site STP-1 Gorizont.
- D-10T2S : D-10T équipé d'un système de stabilisation en site et en gisement STP-2 Tsyklon.
- D-33 : version équipée d'un frein de bouche et allégée de 600 kg, armant les prototypes de chars légers amphibies Objet 685 et 934.

## Munitions
| Munition             | Type                                                   | Description | Effets | Masse du projectile                                   | Vélocité  | Charge explosive | Type percuteur | Masse totale de la munition                          | Longueur hors tout |
| -------------------- | ------------------------------------------------------ | --- | --- | ----------------------------------------------------- | --------- | ---------------- | -------------- | ---------------------------------------------------- | ------------------ |
| Obus perforants      |                                                        | | |                                                       |           |                  |                |                                                      |                    |
| BR-412               | Obus de rupture                                        | Entré en dotation en 1944 | Longueur perforée en millimètres : 155 mm ou 125 mm sous une incidence de 30° à une distance de 500 m, 100 mm ou 80 mm sous une incidence de 30° à une distance de 2 000 m  | 15,9 kg                                               | 895 m/s   | 56 g d'A-9-2     | .              | 22,2 kg                                              | .                  |
| BR-412B              | Obus de rupture coiffé                                 | Entré en dotation en fin-1944/début-1945 | Longueur perforée en millimètres : 160 mm ou 130 mm sous une incidence de 30° à une distance de 500 m, 125 mm ou 100 mm sous une incidence de 30° à une distance de 2 000 m | 15,88 kg                                              | 895 m/s   | 56 g d'A-9-2     | .              | 30,1 kg                                              | .                  |
| BR-412D              | Obus de rupture à fausse ogive coiffé                  | Entré en dotation en 1953 | Longueur perforée en millimètres : 200 mm ou 150 mm sous une incidence de 30° à une distance de 500 m, 155 mm ou 120 mm sous une incidence de 30° à une distance de 2 000 m | 15,88 kg                                              | 895 m/s   | 56 g d'A-9-2     | .              | 30,4 kg                                              | .                  |
| BR-412P              | Perforateur lourd sous calibré en carbure de tungstène | Production à petite échelle en 1945 | . | 8,51 kg                                               | 1 050 m/s | .                | .              | .                                                    | .                  |
| 3BM8                 | Projectile sous-calibré perforant dépotable            | Entré en dotation en 1966 | Longueur perforée en millimètres : 190 mm ou 80 mm sous une incidence de 60° à une distance de 2 000 m                                                                      | 5,69 kg (projectile saboté) 4,13 kg (projectile seul) | 1 425 m/s | non équipé       | non équipé     | .                                                    | 910 mm             |
| 3BM19                | Obus-flèche                                            | Entré en dotation en 1976, barreau en acier maraging. | . | 4,58 kg (barreau saboté) 4,06 kg (barreau seul)       | 1 430 m/s | .                | .              | 17 kg (douille en acier) 19,5 kg (douille en laiton) | .                  |
| 3BM20                | Obus-flèche                                            | Entré en dotation en 1976, barreau en acier maraging contenant un noyau en tungstène situé à l'avant du barreau, derrière la coiffe balistique. | Longueur perforée en millimètres : 240 mm sous une incidence de 90° à une distance de 2 000 m                                                                               | 4,58 kg (barreau saboté) 4,06 kg (barreau seul)       | 1 430 m/s | .                | .              | 17 kg (douille en acier) 19,5 kg (douille en laiton) | .                  |
| 3BM25                | Obus-flèche                                            | Entré en dotation en 1978, barreau en acier maraging contenant un noyau en tungstène précédé d'une fausse ogive plus massive derrière la coiffe balistique afin de développer plus d'énergie à l'impact. Nom de code "Izomer" (Isomère) utilise le même barreau que les munitions 3BM24 "Kalač" (Kalatch) de 100 mm, 3BM21 Zastup" (Bêche) de 115 mm et 3BM22 "Zakolka" (Broche) de 125 mm | Longueur perforée en millimètres : 300 mm sous une incidence de 90° à une distance de 1 000 m, 280 mm sous une incidence de 90° à une distance de 2 000 m                   | 4,58 kg (barreau saboté) 5,02 kg (barreau seul)       | 1 430 m/s | .                | .              | 20,7 kg (douille en laiton)                          | 978 mm             |
| Obus à charge creuse |                                                        | | |                                                       |           |                  |                |                                                      |                    |
| 3BK5                 | Obus à charge creuse                                   | . | . | 12,2 kg                                               | 900 m/s   | 995 g d'A-IX-1   | LG-2           | 22,6 kg                                              | .                  |
| 3BK17                | Obus à charge creuse                                   | . | . | 10 kg                                                 | 1 075 m/s | 995 g d'A-IX-1   | LG-2           | 21,9 kg                                              | 1 093 mm           |
| 3BK17M               | Obus à charge creuse                                   | Entré en dotation en 1978. Nom de code "Ikra" (Caviar), mis à part le calibre, le projectile est identique au 3BK16 "Kadet" (Cadet) de 100 mm, 3BK15 "Zmeja" (Serpent) de 115 mm et 3BK18 "Nadežda" (Espoir) de 125 mm | . | 10 kg                                                 | 1 075 m/s | 995 g d'A-IX-1   | LG-2           | 21,9 kg                                              | 1 093 mm           |
| Obus explosifs       |                                                        | | |                                                       |           |                  |                |                                                      |                    |
| OF-412               | Obus explosif                                          | . | . | 15,6 kg                                               | 900 m/s   | 1,46 kg          | RGM6 ou W429   | 30,2 kg                                              | .                  |
| 3OF32                | Obus explosif                                          | . | . | 15,6 kg                                               | 900 m/s   | 1,69 kg d'A-IX-2 | B429 ou 3V35   | 26,83 kg                                             | 1 097 mm           |